# Tricholoma pseudonictitans
Tricholoma pseudonictitans är en svampart som beskrevs av Bon 1983. Tricholoma pseudonictitans ingår i släktet musseroner och familjen Tricholomataceae.   Inga underarter finns listade i Catalogue of Life.